# Apigenina 4'-O-metiltransferasi
La apigenina 4'-O-metiltransferasi è un enzima appartenente alla classe delle transferasi, che catalizza la seguente reazione:
S-adenosil-L-metionina + 5,7,4′-triidrossiflavone ⇄ S-adenosil-L-omocisteina + 4′-methossi-5,7-diidrossiflavone
L'enzima converte apigenina in acacetina. Anche la naringenina (5,7,4′-triidrossi-flavanone) può essere substrato, ma più lentamente.